# M/F Teistin
M/F Teistin – prom pasażerski należący do państwowej firmy Strandfaraskip Landsins z Wysp Owczych. Druga, po M/F Smyril największa jednostka we flocie tej firmy. Może pomieścić do 288 pasażerów oraz 33 samochody osobowe lub 2 ciężarowe i 12 osobowych. Statek wszedł do eksploatacji w roku 2001 i obsługuje trasę między portem w Gamlarætt na wyspie Streymoy a Hestur oraz Skopun.

## Historia
Prom zbudowany został w położonej na Wyspach Owczych w miejscowości Skáli stocznię P/F Skipasmidjan. Wodowanie odbyło się 9 maja 2000 roku, a 29 marca 2001 został kupiony przez rząd Wysp Owczych na użytek Strandfaraskip Landsins. Od kwietnia 2001 roku jednostka kursuje na trasie Gamlarætt - Hestur - Gamlarætt - Skopun (linia 60). W roku 2012 prom przebudowano w stoczni P/F MEST w Tórshavn. Wcześniej szlak ten obsługiwał M/F Ternan, kursujący obecnie między Tórshavn a Nólsoy. Trasę do Skopun prom odbywa w 30 minut. Rejs na Hestur odbywa się jedynie po wcześniejszej rezerwacji i trwa 15 minut.